# À l'ombre de la canaille bleue
Pour plus de détails, voir Fiche technique et Distribution.
À l'ombre de la canaille bleue est un film français réalisé par Pierre Clémenti, sorti en 1986.

## Synopsis
Un homme tente tant bien que mal de vivre dans un univers de drogue, de sexe, de violence et de mort.

## Fiche technique
- Titre : À l'ombre de la canaille bleue
- Autre titre : Hassan le bougnoule sexuel
- Réalisation : Pierre Clémenti
- Scénario : Pierre Clémenti et Achmi Gachem
- Photographie : François Manceaux et Pierre Clémenti
- Montage : Pierre Clémenti et Julie Safar
- Musique : Gilbert Artman, Riky Darling et Pierre Clémenti
- Production : Centre de la providence Noessi
- Pays d'origine :  France
- Durée : 84 minutes
- Date de sortie : France, 1986[1]

## Distribution
- Pierre Clémenti : Général Korzacouille / Flash
- Jean-Pierre Kalfon : Docteur Speed
- Achmi Gachem : Hassan
- Simon Reggiani : Sim, l'assassin
- Nadine Clémenti : Seringue
- Olivier Corneille : l'agent du capitaine Speed
- Ricky Darling : le dieu Salingre
- Jean-Claude Müller : inspecteur Crapaud
- Gérard Zalcberg : inspecteur Chauve-souris